# Liste der Monuments historiques in Le Sel-de-Bretagne
Die Liste der Monuments historiques in Le Sel-de-Bretagne führt die Monuments historiques in der französischen Gemeinde Le Sel-de-Bretagne auf.

## Liste der Bauwerke
| Bezeichnung                                | Beschreibung | Standort | Kennzeichnung | Schutzstatus | Datum | Bild |
| ------------------------------------------ | ------------ | -------- | ------------- | ------------ | ----- | ---- |
| Menhire Champ de la Pierre und Champ Horel |              | (Lage)   | PA00090885    | Classé       | 1945  |      |